# Tatiana Klonowicz

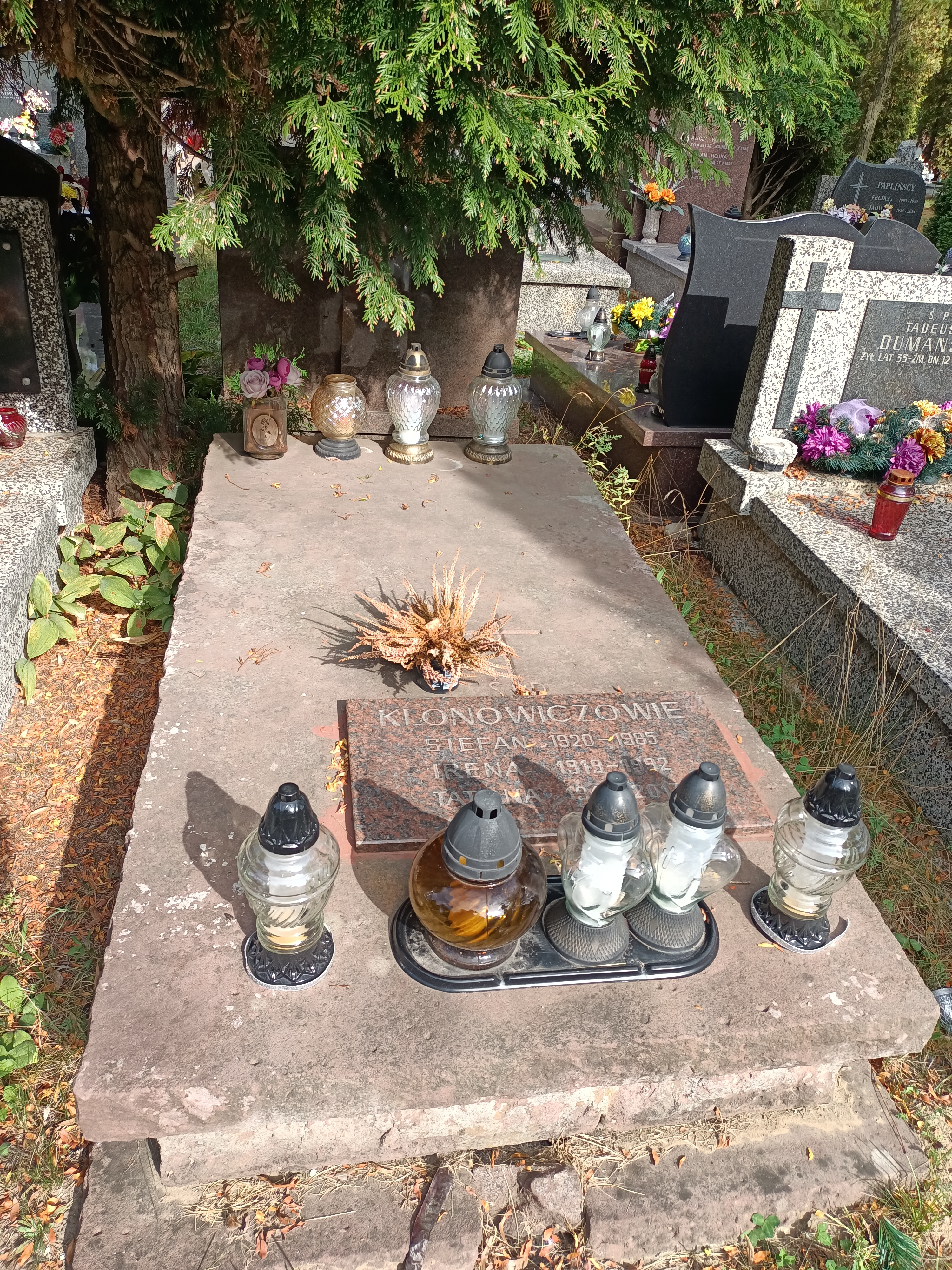
Grób Tatiany Klonowicz na Cmentarzu Komunalnym Północnym w Warszawie

Tatiana Klonowicz (ur. 25 maja 1945, zm. 15 stycznia 2017 w Warszawie) – polska psycholog, specjalistka psychologii różnic indywidualnych i psychologii stresu, prof. dr hab.

## Życiorys
W 1995 uzyskała tytuł profesora nauk humanistycznych. Była związana z Instytutem Psychologii Polskiej Akademii Nauk, Katedrą Psychologii Różnic Indywidualnych Wydziału Psychologii Uniwersytetu Warszawskiego oraz Szkołą Wyższą Psychologii Społecznej w Warszawie. Zmarła 15 stycznia 2017 w Warszawie i została pochowana na warszawskim cmentarzu Północnym.

## Wybrana bibliografia autorska
- Reaktywność a funkcjonowanie człowieka w różnych warunkach stymulacyjnych (Zakład Narodowy im. Ossolińskich, Wrocław, 1984; ISBN 83-04-01704-0)
- Stres bezrobocia (Wydaw. Instytutu Psychologii : Szkoła Wyższa Psychologii Społecznej, Warszawa, 2001; ISBN 83-85459-52-9)
- Stres w Wieży Babel : różnice indywidualne a wysiłek inwestowany w trudną pracę umysłową (Zakład Narodowy im. Ossolińskich, Wrocław, 1992; ISBN 83-04-03904-4)